# Wereldkampioenschappen synchroonzwemmen 2024 – Duet technische routine
De technische routine voor duetten tijdens de wereldkampioenschappen synchroonzwemmen 2024 vond plaats op 2 en 5 februari 2024 in de Aspire Dome in Doha.

## Uitslag
De eerste twaalf duetten, hier aangegeven met groen, gingen door naar de finale.
| Rang   | Namen                                      | Land                | Voorronde    | Voorronde    | Finale        | Finale        |
| Rang   | Namen                                      | Land                | Punten       | Rang         | Punten        | Rang          |
| ------ | ------------------------------------------ | ------------------- | ------------ | ------------ | ------------- | ------------- |
| Goud   | Wang Liuyi Wang Qianyi                     | China               | 269,8883     | 1            | 266,0484      | 1             |
| Zilver | Kate Shortman Isabelle Thorpe              | Verenigd Koninkrijk | 253,6733     | 3            | 259,560       | 2             |
| Brons  | Alisa Ozhogina Iris Tió                    | Spanje              | 258,7199     | 2            | 258,0333      | 3             |
| 4      | Bregje de Brouwer Noortje de Brouwer       | Nederland           | 251,5750     | 7            | 251,8633      | 4             |
| 5      | Shelly Bobritsky Ariel Nassee              | Israël              | 251,7183     | 5            | 251,2432      | 5             |
| 6      | Audrey Lamothe Jacqueline Simoneau         | Canada              | 243,9016     | 8            | 247,1533      | 6             |
| 7      | Sofia Malkogeorgou Evangelia Platanioti    | Griekenland         | 251,7183     | 5            | 245,9084      | 7             |
| 8      | Maria Gonçalves Cheila Vieira              | Portugal            | 231,5767     | 10           | 236,8117      | 8             |
| 9      | Linda Cerruti Lucrezia Ruggiero            | Italië              | 252,1400     | 4            | 217,7833      | 9             |
| 10     | Hur Yoon-seo Lee Ri-young                  | Zuid-Korea          | 232,7351     | 9            | 204,5667      | 10            |
| 11     | Nuria Diosdado Joana Jiménez               | Mexico              | 223,2233     | 12           | 203,8166      | 11            |
| 12     | Diana Onkes Ziyodakhon Toshkhujaeva        | Oezbekistan         | 223,8500     | 11           | 203,4817      | 12            |
| 13     | Arina Pushkina Yasmin Tuyakova             | Kazachstan          | 222,3934     | 13           | Uitgeschakeld | Uitgeschakeld |
| 14     | Melisa Ceballos Estefanía Roa              | Colombia            | 217,3399     | 14           | Uitgeschakeld | Uitgeschakeld |
| 15     | Kyra Hoevertsz Mikayla Morales             | Aruba               | 216,7183     | 15           | Uitgeschakeld | Uitgeschakeld |
| 16     | Karolína Klusková Aneta Mrázková           | Tsjechië            | 216,1000     | 16           | Uitgeschakeld | Uitgeschakeld |
| 17     | Soledad García Trinidad García             | Chili               | 214,1434     | 17           | Uitgeschakeld | Uitgeschakeld |
| 18     | Chiara Diky Lea Anna Krajčovičová          | Slowakije           | 213,9150     | 18           | Uitgeschakeld | Uitgeschakeld |
| 19     | Carolyn Buckle Kiera Gazzard               | Australië           | 211,1166     | 19           | Uitgeschakeld | Uitgeschakeld |
| 20     | Maryna Aleksiiva Vladyslava Aleksiiva      | Oekraïne            | 210,9650     | 20           | Uitgeschakeld | Uitgeschakeld |
| 21     | Yvette Chong Debbie Soh                    | Singapore           | 206,6867     | 21           | Uitgeschakeld | Uitgeschakeld |
| 22     | Johanna Bleyer Klara Bleyer                | Duitsland           | 204,9199     | 22           | Uitgeschakeld | Uitgeschakeld |
| 23     | Blanka Barbócz Angelika Bastianelli        | Hongarije           | 204,3967     | 23           | Uitgeschakeld | Uitgeschakeld |
| 24     | Laura Miccuci Gabriela Regly               | Brazilië            | 203,9932     | 24           | Uitgeschakeld | Uitgeschakeld |
| 25     | Hana Hiekal Malak Toson                    | Egypte              | 203,7000     | 25           | Uitgeschakeld | Uitgeschakeld |
| 26     | Noemi Büchel Leila Marxer                  | Liechtenstein       | 200,9201     | 26           | Uitgeschakeld | Uitgeschakeld |
| 27     | María Ccoyllo Camila Fernández             | Peru                | 200,5100     | 27           | Uitgeschakeld | Uitgeschakeld |
| 28     | Agustina Medina Lucía Ververis             | Uruguay             | 188,6535     | 28           | Uitgeschakeld | Uitgeschakeld |
| 29     | Duru Kanberoğlu Bade Yıldız                | Turkije             | 187,2751     | 29           | Uitgeschakeld | Uitgeschakeld |
| 30     | Cesia Castaneda Grecia Mendoza             | El Salvador         | 187,1016     | 30           | Uitgeschakeld | Uitgeschakeld |
| 31     | Pongpimporn Pongsuwan Supitchaya Songpan   | Thailand            | 186,9250     | 31           | Uitgeschakeld | Uitgeschakeld |
| 32     | Ao Weng I Chau Cheng Han                   | Macau               | 178,8834     | 32           | Uitgeschakeld | Uitgeschakeld |
| 33     | Ani Kipiani Nita Natobadze                 | Georgië             | 176,8650     | 33           | Uitgeschakeld | Uitgeschakeld |
| 34     | Andrea Maroto Raquel Zúñiga                | Costa Rica          | 176,7768     | 34           | Uitgeschakeld | Uitgeschakeld |
| 35     | Thea Grima Buttigieg Emily Ruggier         | Malta               | 176,1333     | 35           | Uitgeschakeld | Uitgeschakeld |
| 36     | Nina Brown Eva Morris                      | Nieuw-Zeeland       | 175,5834     | 36           | Uitgeschakeld | Uitgeschakeld |
| 37     | Gabriela Alpajón Dayaris Varona            | Cuba                | 172,9066     | 37           | Uitgeschakeld | Uitgeschakeld |
| 38     | Tiziana Bonucci Luisina Caussi             | Argentinië          | 169,2433     | 38           | Uitgeschakeld | Uitgeschakeld |
| 39     | Hilda Tri Julyandra Gabrielle Permata Sari | Indonesië           | 158,4967     | 39           | Uitgeschakeld | Uitgeschakeld |
| 40     | Grace Borrebach Kyra van den Berg          | Curaçao             | 137,0949     | 40           | Uitgeschakeld | Uitgeschakeld |
| 41     | Moe Higa Mashiro Yasunaga                  | Japan               | Niet gestart | Niet gestart | Niet gestart  | Niet gestart  |
| 41     | Jennah Hafsi Noah Kroon                    | Marokko             | Niet gestart | Niet gestart | Niet gestart  | Niet gestart  |
| 41     | Jessica Hayes-Hill Laura Strugnell         | Zuid-Afrika         | Niet gestart | Niet gestart | Niet gestart  | Niet gestart  |